# Sporopachydermia quercuum
Sporopachydermia quercuum är en svampart som beskrevs av Lachance 1982. Sporopachydermia quercuum ingår i släktet Sporopachydermia, ordningen Saccharomycetales, klassen Saccharomycetes, divisionen sporsäcksvampar och riket svampar.   Inga underarter finns listade i Catalogue of Life.